# خيرت فان آركل

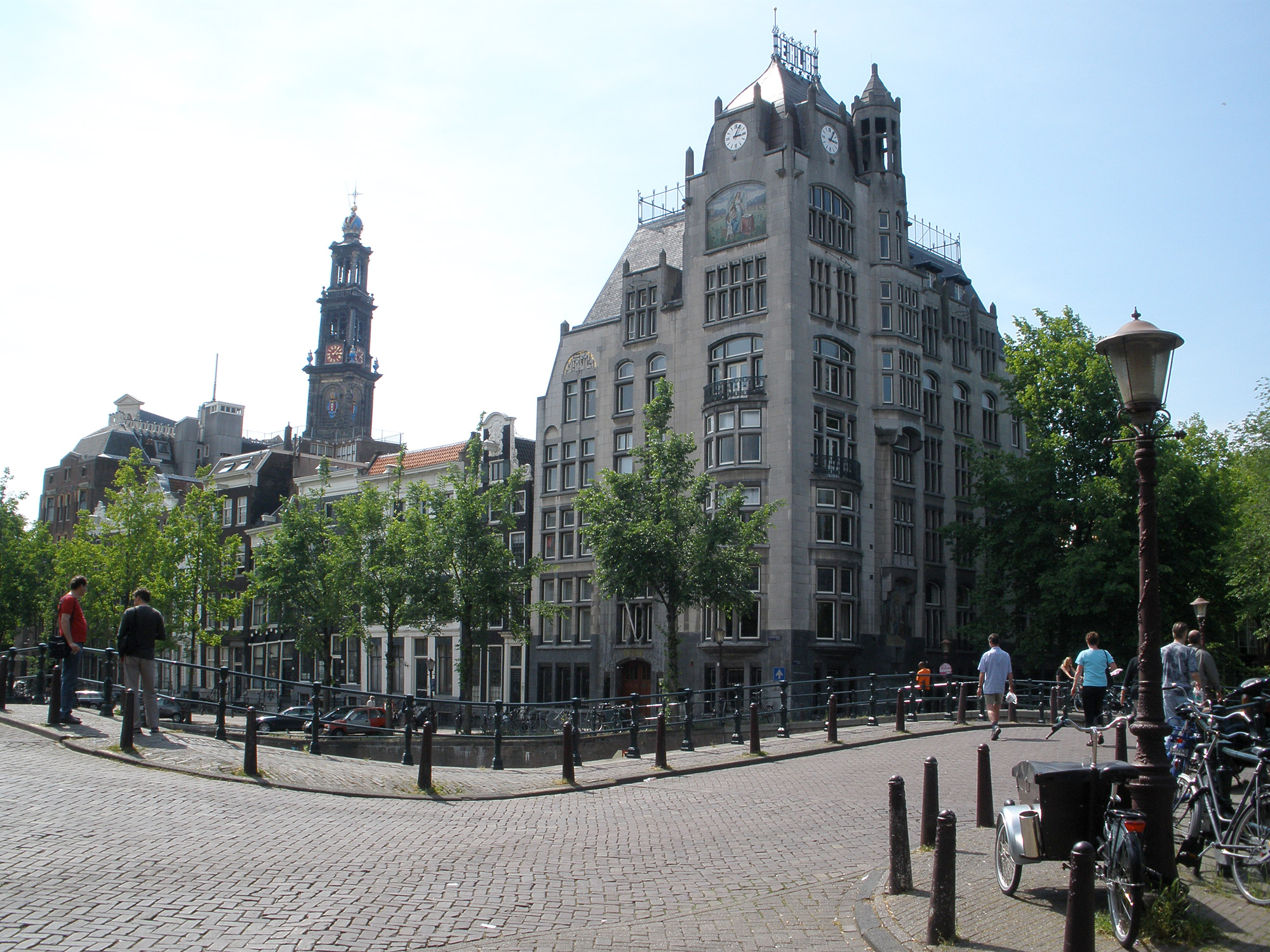
مبنى أستوريا، Keizersgracht 174-176 (1904/1905)

خيرت آ فان آركل (بالهولندية: Gerrit van Arkel) (لونين آن ده فيخت، 3 أبريل، 1858 – أبكاوده، 11 يوليو، 1918) كان مهندساً معمارياً هولندياً الذي صمم العديد من أبرز مباني أمستردام على طراز الفن الجديد (آرت نيفو).

## معرض صور

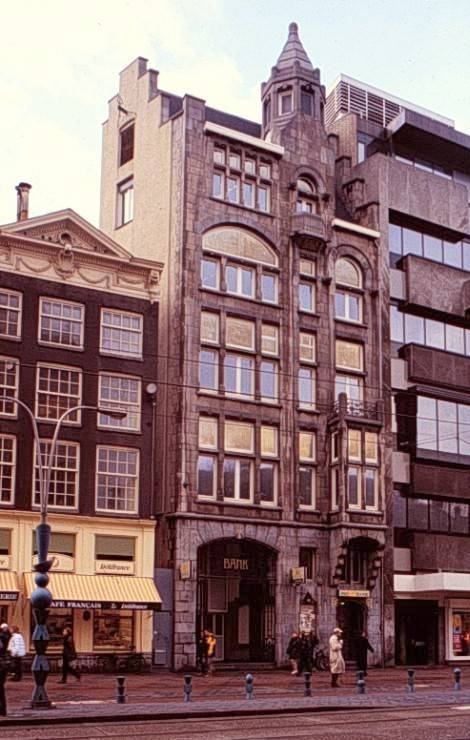
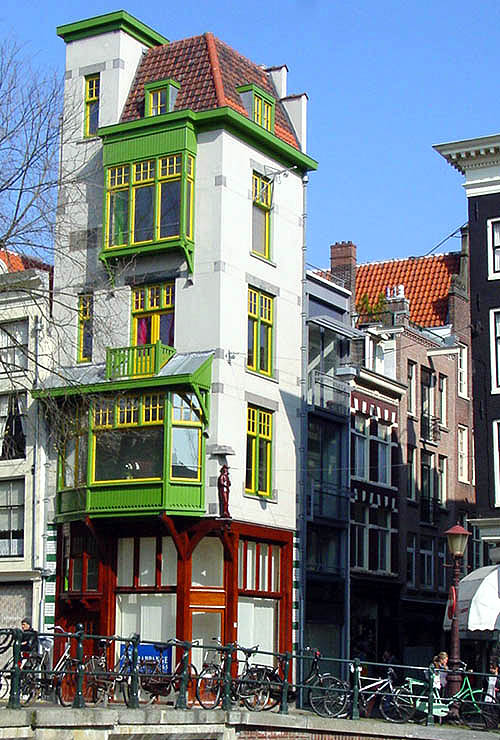
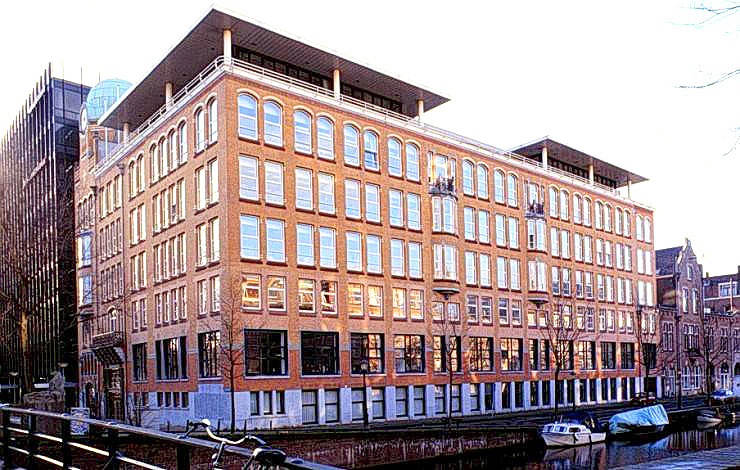
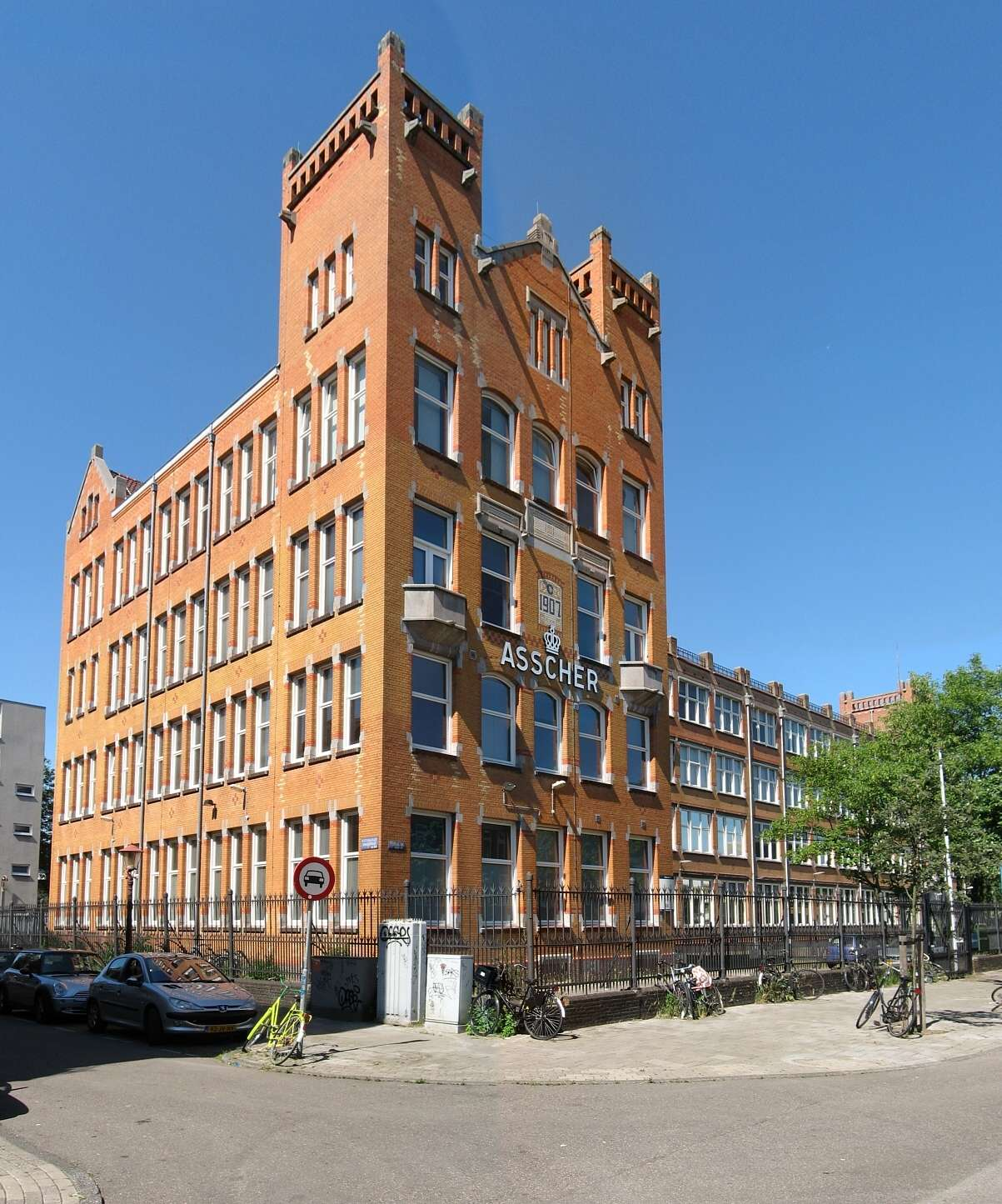
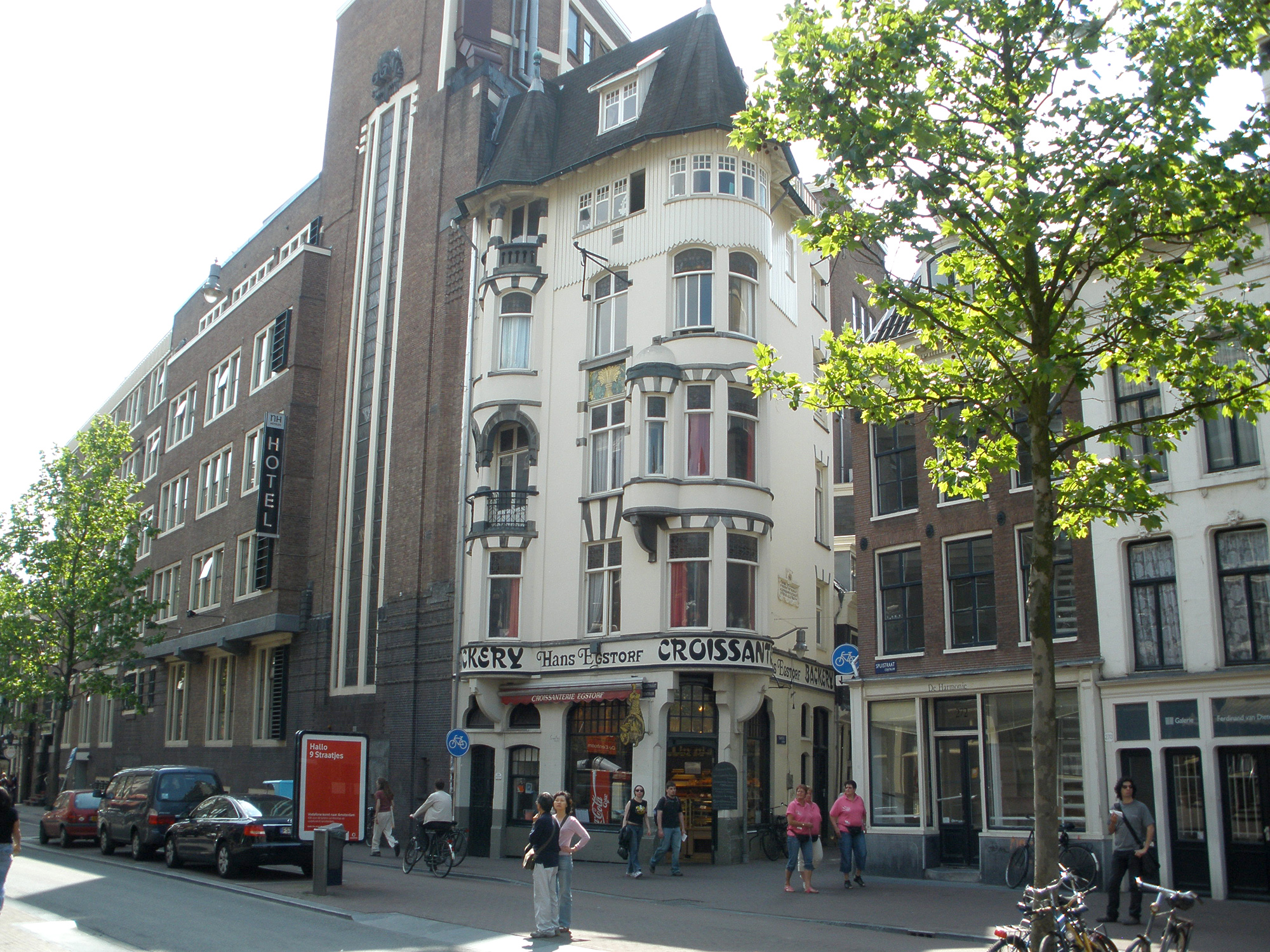